# Формула 1 — сезона 1984
35. сезона Формуле 1 је одржана 1984. године од 25. марта до 21. октобра. Вожено је 16 трка. Макларен је убедљиво однео наслов конструктора, а његов двојац Ален Прост и Ники Лауда су се до задње трке (ВН Португалије) такмичили за освајање наслова првака. Прост је, иако је победио на тој трци, остао без наслова за само пола бода.